# 쓰시마 공항
쓰시마 공항(일본어: 対馬空港, IATA: TSJ, ICAO: RJDT)은 일본 나가사키현 쓰시마시에 있는 공항으로 1975년 길이 1,500m의 활주로를 사용하는 공항으로 개항한 뒤 전일본공수가 후쿠오카 공항과 쓰시마 공항을 잇는 항공 노선을 취항했으며 1983년에는 활주로의 길이를 1,900m로 연장하였다.

## 운항 노선

### 국내선
| 항공사               | 목적지             |
| -------------------- | ------------------ |
| 오리엔탈 에어 브릿지 | 후쿠오카, 나가사키 |

## 주변 도로
- 국도 제382호선
- 나가사키현도 제64호선

## 같이 보기
- 후쿠오카 공항
- 나가사키 공항